# Rojo y negro (telenovela)
Rojo y negro es una telenovela colombiana realizada por Producciones PUNCH entre 1977 y 1978. Fue dirigida por Felipe González y protagonizada por Víctor Mallarino, consagrándose como actor de televisión. Esta telenovela fue emitida en otros países, como Estados Unidos, a través de la cadena SIN y en Perú a través del Canal 7.

## Sinopsis
Con una adaptación de Fernando Soto Aparicio de la obra homónima de Stendhal, cuenta la historia de un joven, Julián Sorel, hijo de un carpintero que aspira a ser un seminarista. Valiéndose de sus atributos, Julián hace sus esfuerzos por ascender de condición social y conquista a dos damas de la alta sociedad al mismo tiempo.

## Elenco
- Víctor Mallarino
- Alcira Rodríguez
- Franky Linero
- María Eugenia Penagos
- Saín Castro
- Alí Humar
- Javier Sáenz
- Paula Peña
- Francisco José Restrepo Salazar